# Domeño
Domeño è un comune spagnolo di 526 abitanti situato nella comunità autonoma Valenciana.